# Kōji Arimura
Kōji Arimura (jap. 有村 光史 Arimura Kōji; ur. 25 sierpnia 1976) – japoński piłkarz występujący na pozycji obrońcy.

## Kariera klubowa
Od 1999 do 2008 roku występował w klubach Sagan Tosu, Oita Trinita, Nagoya Grampus Eight, Vissel Kobe i Roasso Kumamoto.